# Acacia semispinosa
Acacia semispinosa là một loài thực vật có hoa trong họ Đậu. Loài này được (L.) Willd. ex Steud. miêu tả khoa học đầu tiên.